# Liste der Kulturgüter in Marthalen
Die Liste der Kulturgüter in Marthalen enthält alle Objekte in der Gemeinde Marthalen im Kanton Zürich, die gemäss der Haager Konvention zum Schutz von Kulturgut bei bewaffneten Konflikten, dem Bundesgesetz vom 20. Juni 2014 über den Schutz der Kulturgüter bei bewaffneten Konflikten sowie der Verordnung vom 29. Oktober 2014 über den Schutz der Kulturgüter bei bewaffneten Konflikten unter Schutz stehen.
Objekte der Kategorien A und B sind vollständig in der Liste enthalten, Objekte der Kategorie C fehlen zurzeit (Stand: 1. Januar 2023). Unter übrige Baudenkmäler sind weitere geschützte Objekte zu finden, die im Verzeichnis der Objekte von überkommunaler Bedeutung der kantonalen Denkmalpflege zu finden und nicht bereits in der Liste der Kulturgüter enthalten sind.

## Kulturgüter
| Foto | | Objekt                                                                                      | Kat. | Typ | Standort                                         | Beschreibung                                                                   |
| ---- | --- | ------------------------------------------------------------------------------------------- | ---- | --- | ------------------------------------------------ | ------------------------------------------------------------------------------ |
| ja   | Datei hochladen · Wikidata zu Wohnhaus, sogenanntes Altes Wirtshaus mit Oekonomiebauten (Q29574128)     | Wohnhaus, sogenanntes Altes Wirtshaus mit Ökonomiebauten KGS-Nr.: 07551                     | A    | G   | Schaffhauserstrasse 3 691074 / 275763            |                                                                                |
| ja   | Datei hochladen · Wikidata zu Bauernhaus Oberer Hirschen (1739, 1818) (Q29932891)                       | Bauernhaus Oberer Hirschen mit Waschhaus KGS-Nr.: 07550                                     | B    | G   | Oberdorf 16 691150 / 275620                      |                                                                                |
| ja   | Datei hochladen · Wikidata zu Ehemaliges Gasthaus zum Unteren Hirschen (1715)/ Gemeindehaus (Q29932893) | Ehemaliges Gasthaus zum Unteren Hirschen mit Ökonomiegebäuden / Gemeindehaus KGS-Nr.: 07552 | B    | G   | Underdorf 2–4 690944 / 275752                    |                                                                                |
| ja   | Datei hochladen · Wikidata zu Ehemaliges Bauernhaus Güpfli (Q29932892)                                  | Ehemaliges Bauernhaus Güpfli KGS-Nr.: 12578                                                 | B    | G   | Oberdorf 17 691163 / 275646                      |                                                                                |
| ja   | Datei hochladen · Wikidata zu Schloss Marthalen (Q29932898)                                             | Schloss Marthalen mit Schlossscheune/Trotthaus KGS-Nr.: 12579                               | B    | G   | Oberdorf 21 691229 / 275607                      |                                                                                |
| BW   | Datei hochladen · Wikidata zu Römischer Gutshof (Q29932895)                                             | Niederwil / Unterwil, römischer Gutshof KGS-Nr.: 12580                                      | B    | F   | Radstrasse 690436 / 276035                       |                                                                                |
| ja   | Datei hochladen                                                                                         | Obermühle mit Nebenbauten KGS-Nr.: 16595                                                    | B    | G   | Müliweg 8 / Andelfingerstrasse 1 691331 / 275489 | Umfasst Mühle, Säge, Scheune, Waschhaus, Schweinestall, Brunnen und Wasserrad. |

## Übrige Baudenkmäler
Legende: Im Wesentlichen siehe Legende der Liste der Kulturgüter von nationaler und regionaler Bedeutung, mit folgenden Ausnahmen:
- Anstelle der KGS-Nummer wird als Objekt-Identifikator (ID) die Inventarnummer im Verzeichnis der Objekte von überkommunaler Bedeutung des kantonalen Denkmalschutzamtes verwendet.
- Bei den Kategorien wird wie folgt unterschieden: B kant. = Objekt von kantonaler Bedeutung (Kanton Zürich); B reg. = Objekt von regionaler Bedeutung (Kanton Zürich).